# Migidae
Los mígidos (Migidae) son una familia de arañas migalomorfas, la única representante de la superfamilia de los migoideidos (Migoidea).
Son unas arañas pequeñas y poco peludas. Construyes madrigueras con tapadera en la entrada. Algunas especies viven en hábitats de helechos arborescentes.

## Distribución
Es encuentran fundamentalmente en Sur América, África, Madagascar y Oceanía (Australia, Nueva Zelanda y Nueva Caledonia).

## Sistemática
La categoritzación en subfamilies sigue las propuestas de Joel Hallan en su Biology Catalog.
- Calathotarsinae Simon, 1903
  - Calathotarsus Simon, 1903 (Chile, Argentina)
  - Heteromigas Hogg, 1902 (Australia)

- Miginae Simon, 1892
  - Goloboffia Griswold & Ledford, 2001 (Chile)
  - Migas L. Koch, 1873 (Nueva Zelanda, Australia)
  - Poecilomigas Simon, 1903 (África)

- Paramiginae Petrunkevitch, 1939
  - Micromesomma Pocock, 1895 (Madagascar)
  - Moggridgea O. P-Cambridge, 1875 (África)
  - Paramigas Pocock, 1895 (Madagascar)
  - Thyropoeus Pocock, 1895 (Madagascar)

- incertae sedis
  - Mallecomigas Goloboff & Platnick, 1987 (Chile)